# Kulturni krajolik poluotoka Marjana
Kulturni krajolik poluotoka Marjana, zaštićeno kulturno dobro u Splitu. Nalazi se na poluotoku Marjanu.

## Opis dobra
Prostor poluotoka Marjana izniman je u svojoj spomeničkoj složenosti. Na uskom području preklapaju se i prožimaju prapovijesna, antička i srednjovjekovna arheologija, elementi ruralnog krajolika, srednjovjekovne i renesansne crkvice, prostrano židovsko groblje, šuma alepskog bora nastala pošumljavanjem od kraja 19. stoljeća do Drugoga svjetskog rata, arhitektura secesije i moderne te stubišta, šetnice i vidikovci koji su prostor učinili dostupnim građanima. Upravo je spomenička slojevitost najveća vrijednost poluotoka Marjana koja ga čini evidentnim kulturnim krajolikom. Unutar zaštićenog područja poluotoka Marjana nalaze se sljedeća nepokretna kulturna dobra: crkva sv. Jurja na rtu Marjana (Z - 3427), crkva sv. Nikole na Marjanu (Z - 3426), crkva Gospe od sedam žalosti (Z - 4800), crkva sv. Jerolima (Z - 4684), crkvica Betlehem ne južnim padinama Marjana (Z - 4643), židovsko groblje (Z - 5554), zgrada Meteorološke stanice (Z-5399), secesijske zgrade u sklopu Zoološkog vrta na Marjanu (Z - 5945), zgrada Instituta za oceanografiju i ribarstvo (Z-5502) i ostatci crkve sv. Benedikta i arheološko nalazište u predjelu Bene na Marjanu (Z – 6122).

## Zaštita
Pod oznakom Z-6401 zavedeno je su kao nepokretno kulturno dobro - kulturni krajolik, pravna statusa zaštićena kulturnog dobra, klasificirano kao "planirani krajolik".